# Synchiropus claudiae
Synchiropus claudiae és una espècie de peix de la família dels cal·lionímids i de l'ordre dels perciformes.

## Hàbitat
És un peix marí, de clima tropical i demersal que viu fins als 5 m de fondària.

## Distribució geogràfica
Es troba a Papua Nova Guinea.

## Observacions
És inofensiu per als humans.